# 錫爾弗邁恩 (密蘇里州)
錫爾弗邁恩（英語：Silver Mine）是位於美國密蘇里州麥迪遜縣的非建制地區。

## 歷史
錫爾弗邁恩的郵局於1892年設立，其後於1955年停運。

## 地理
錫爾弗邁恩所處的海拔為高於海平面219米（即719英呎），而該地所採用的時區為UTC-6，即北美中部時區（CST）。同時該地設有夏令時間，為UTC-6調快一小時，即UTC-5（CDT）。